# بيصرة سوداء
البيصرية السوداء أو  مرض الشعر الفطري الأسود (بالإنجليزية: Black Piedra)‏ هو مرض تسببه فطريات البيصرية الهرتية (Piedraia Hortae)..

## صفات الشكلية
يسبب هذا الفطر عقد nodules ورمية سوداء صلبة حول جذر شعر الرأس وهذا ما يعرف بالبيصرية السوداء.
الخيوط الفطرية والأبواغ توجد في المحيط الخارجي للعقدة.

## الصفات التشريحية
آفة سطحية تصيب جذع الشعر ولا تسبب تساقطه.

## العلاج
يستعمل تيربينافين في علاج هذا المرض.